# Coppa del 150º anniversario dell'Unità d'Italia
La Coppa del 150º anniversario dell'Unità d'Italia è stato un trofeo onorifico istituito nel 2011, anno in cui ricorreva il 150º anniversario dell'Unità d'Italia e realizzato in tre esemplari dallo scultore Silvio Gazzaniga.
Il premio fu assegnato al ciclista primo classificato del Giro d'Italia 2011, alla squadra calcistica vincitrice della Coppa Italia 2010-2011 e al pilota automobilistico trionfatore nel Gran Premio d'Italia 2011.

## Vincitori

### Giro d'Italia 2011
Il successo nella manifestazione, ottenuto alla fine dell'ultima tappa di Milano del 29 maggio 2011, è stato inizialmente ad appannaggio dello spagnolo Alberto Contador, del team Saxo Bank-Sungard, che ha terminato i 3479 km dell'edizione in 84h05'14" alla media di 38,804 km/h. Otto mesi dopo la fine della corsa, nel febbraio del 2012, Contador è stato però squalificato dal Tribunale Arbitrale dello Sport per positività all'antidoping. La vittoria del Giro 2011 è quindi andata "a tavolino" all'italiano Michele Scarponi, inizialmente secondo classificato a 6'10" da Contador.

#### Classifica generale - Maglia rosa
| Pos. | Corridore         | Squadra       | Tempo     |
| ---- | ----------------- | ------------- | --------- |
| SQ   | Alberto Contador  | Saxo Bank     | 84h05'14" |
| 1    | Michele Scarponi  | Lampre-ISD    | 84h11'24" |
| 2    | Vincenzo Nibali   | Liquigas      | a 46"     |
| 3    | John Gadret       | AG2R La Mond. | a 3'54"   |
| 4    | Joaquim Rodríguez | Katusha       | a 4'55"   |
| 5    | Roman Kreuziger   | Astana        | a 5'18"   |
| 6    | José Rujano       | Androni Gioc. | a 6'02"   |
| 7    | Denis Men'šov     | Geox-TMC      | a 6'08"   |
| 8    | Steven Kruijswijk | Rabobank      | a 7'41"   |
| 9    | Kanstancin Siŭcoŭ | HTC-Highroad  | a 8'00"   |
| 10   | Mikel Nieve       | Euskaltel     | a 9'58"   |

### Coppa Italia 2010-2011

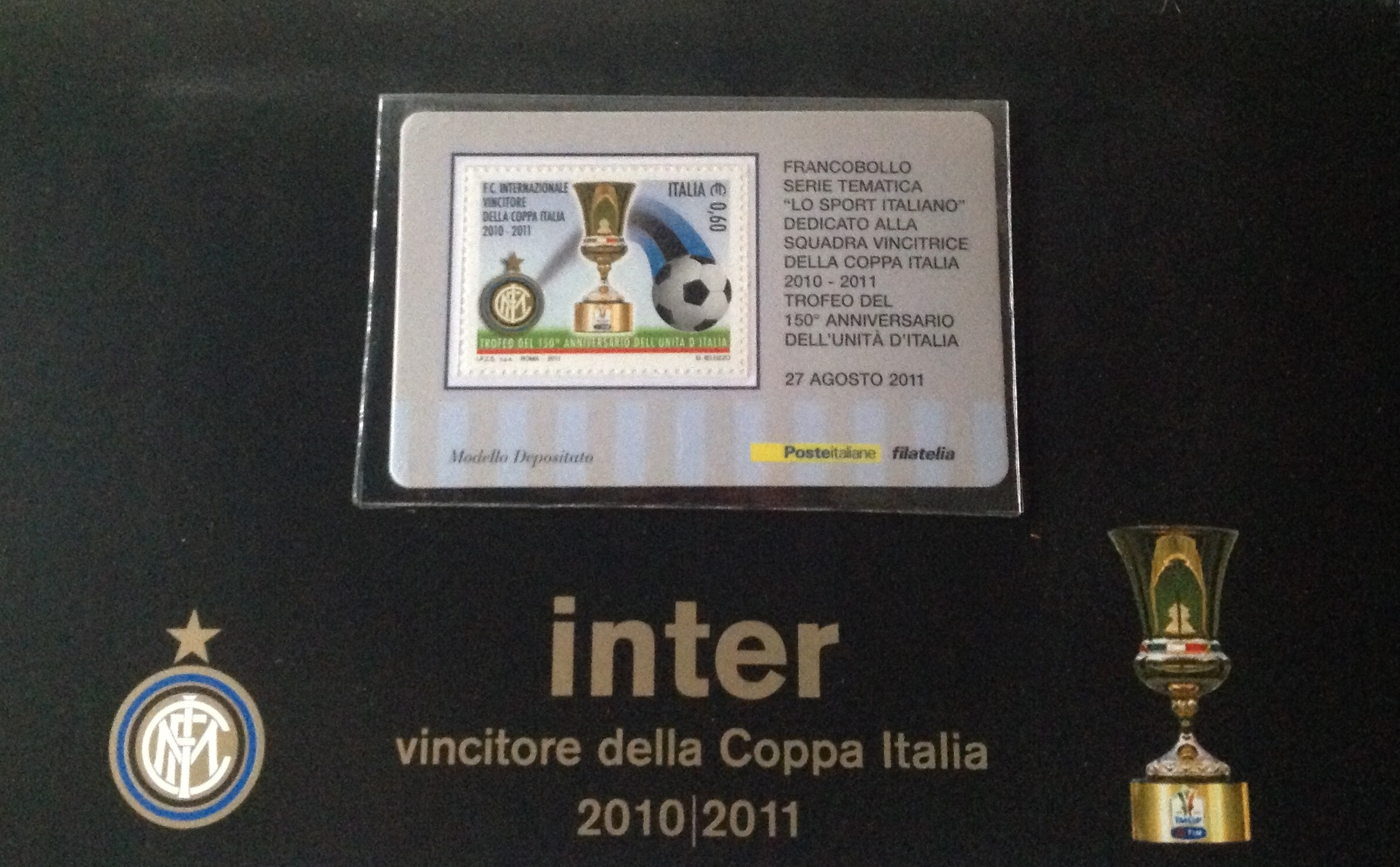
Francobollo celebrativo Poste Italiane F.C. Inter

La finale della 64ª edizione della Coppa Italia si è tenuta il 29 maggio 2011 (a poche ore dalla conclusione del Giro d'Italia), allo Stadio Olimpico di Roma. Il torneo è stato vinto dall'Inter, che ha battuto il Palermo per 3-1. Il trofeo celebrativo dell'evento è stato consegnato da Ignazio La Russa, ministro della Difesa, al calciatore nerazzurro Marco Materazzi.

#### Tabellino della finale
| Arbitro: | Morganti (Ascoli Piceno) |

|                            |           |           |
| Eto'o 26’ 76’ Milito 90+2’ | Marcatori | 88’ Muñoz |

| Inter | Palermo |

#### Formazioni
| Inter (4-3-1-2) |    |                    |         |       |
|                 |    |                    |         |       |
| POR             | 1  | Júlio César        |         |       |
| TD              | 55 | Yūto Nagatomo      |         |       |
| DC              | 6  | Lúcio              |         |       |
| DC              | 15 | Andrea Ranocchia   |         |       |
| TS              | 26 | Cristian Chivu     |         |       |
| CEN             | 4  | Javier Zanetti (C) |         |       |
| CEN             | 5  | Dejan Stanković    |         |       |
| CEN             | 8  | Thiago Motta       | 83’     |       |
| TRQ             | 10 | Wesley Sneijder    | 87’     |       |
| ATT             | 7  | Giampaolo Pazzini  | 61’     |       |
| ATT             | 9  | Samuel Eto'o       | 26’ 76’ |       |
| A disposizione: |    |                    |         |       |
| POR             | 12 | Luca Castellazzi   |         |       |
| DIF             | 23 | Marco Materazzi    |         |       |
| DIF             | 25 | Walter Samuel      |         |       |
| CEN             | 14 | Houssine Kharja    |         |       |
| CEN             | 17 | McDonald Mariga    | 83’     |       |
| ATT             | 27 | Goran Pandev       | 61’     |       |
| ATT             | 22 | Diego Milito       | 87’     | 90+2’ |
| Allenatore:     |    |                    |         |       |
| Leonardo        |    |                    |         |       |

| Palermo (4-3-2-1) |             |                     |             |     |     |
|                   |             |                     |             |     |     |
| POR               | 46          | Salvatore Sirigu    |             |     |     |
| TD                | 16          | Mattia Cassani (C)  |             |     |     |
| DC                | 3           | Dorin Goian         | 24’         |     |     |
| DC                | 6           | Ezequiel Muñoz      | 88’         | 52’ | 90’ |
| TS                | 42          | Federico Balzaretti |             |     |     |
| CEN               | 94          | Afriyie Acquah      | 55’         | 27’ |     |
| CEN               | 8           | Giulio Migliaccio   |             |     |     |
| CEN               | 23          | Antonio Nocerino    |             |     |     |
| TRQ               | 27          | Javier Pastore      |             |     |     |
| TRQ               | 72          | Josip Iličič        |             |     |     |
| ATT               | 9           | Abel Hernández      | 78’         |     |     |
| A disposizione    |             |                     |             |     |     |
| POR               | 99          | Francesco Benussi   |             |     |     |
| DIF               | 36          | Matteo Darmian      |             |     |     |
| DIF               | 80          | Moris Carrozzieri   | 24’         | 68’ |     |
| CEN               | 4           | Pajtim Kasami       |             |     |     |
| CEN               | 11          | Fabio Liverani      |             |     |     |
| ATT               | 10          | Fabrizio Miccoli    | 55’         |     |     |
| ATT               | 51          | Mauricio Pinilla    | 78’         |     |     |
| Allenatore:       |             |                     |             |     |     |
| Delio Rossi       | Delio Rossi | Delio Rossi         | Delio Rossi | 89’ |     |

### Gran Premio d'Italia 2011
La gara si è svolta domenica 11 settembre 2011 sul Autodromo nazionale di Monza presso l'omonimo capoluogo della Brianza. La tredicesima prova della stagione 2011 del Campionato Mondiale di Formula 1 è stata vinta da Sebastian Vettel su RBR-Renault, davanti a Jenson Button su McLaren-Mercedes e Fernando Alonso su Ferrari.

#### Risultati della corsa
| Pos | Nº | Pilota             | Costruttore          | Giri | Tempo/Ritiro | Griglia | Punti |
| --- | -- | ------------------ | -------------------- | ---- | ------------ | ------- | ----- |
| 1   | 1  | Sebastian Vettel   | RBR-Renault          | 53   | 1h20'46"172  | 1       | 25    |
| 2   | 4  | Jenson Button      | McLaren-Mercedes     | 53   | +9"590       | 3       | 18    |
| 3   | 5  | Fernando Alonso    | Ferrari              | 53   | +16"909      | 4       | 15    |
| 4   | 3  | Lewis Hamilton     | McLaren-Mercedes     | 53   | +17"417      | 2       | 12    |
| 5   | 7  | Michael Schumacher | Mercedes GP          | 53   | +32"677      | 8       | 10    |
| 6   | 6  | Felipe Massa       | Ferrari              | 53   | +42"993      | 6       | 8     |
| 7   | 19 | Jaime Alguersuari  | STR-Ferrari          | 52   | +1 giro      | 18      | 6     |
| 8   | 15 | Paul di Resta      | Force India-Mercedes | 52   | +1 giro      | 11      | 4     |
| 9   | 9  | Bruno Senna        | Renault              | 52   | +1 giro      | 10      | 2     |
| 10  | 18 | Sébastien Buemi    | STR-Ferrari          | 52   | +1 giro      | 16      | 1     |
| 11  | 12 | Pastor Maldonado   | Williams-Cosworth    | 52   | +1 giro      | 14      |       |
| 12  | 11 | Rubens Barrichello | Williams-Cosworth    | 52   | +1 giro      | 13      |       |
| 13  | 20 | Heikki Kovalainen  | Lotus-Renault        | 51   | +2 giri      | 20      |       |
| 14  | 21 | Jarno Trulli       | Lotus-Renault        | 51   | +2 giri      | 19      |       |
| 15  | 24 | Timo Glock         | Virgin-Cosworth      | 51   | +2 giri      | 21      |       |
| NC  | 22 | Daniel Ricciardo   | HRT-Cosworth         | 39   | +14 giri     | 23      |       |
| Rit | 17 | Sergio Pérez       | Sauber-Ferrari       | 32   | Cambio       | 15      |       |
| Rit | 16 | Kamui Kobayashi    | Sauber-Ferrari       | 21   | Cambio       | 17      |       |
| Rit | 14 | Adrian Sutil       | Force India-Mercedes | 9    | Sterzo       | 12      |       |
| Rit | 2  | Mark Webber        | RBR-Renault          | 4    | Incidente    | 5       |       |
| Rit | 25 | Jérôme d'Ambrosio  | Virgin-Cosworth      | 1    | Cambio       | 22      |       |
| Rit | 10 | Vitalij Petrov     | Renault              | 0    | Incidente    | 7       |       |
| Rit | 8  | Nico Rosberg       | Mercedes GP          | 0    | Incidente    | 9       |       |
| Rit | 23 | Vitantonio Liuzzi  | HRT-Cosworth         | 0    | Incidente    | 24      |       |